# Pirro
Pirro (in greco antico: Πύρρος?, Pýrrhos, "il colore del fuoco, rosso biondo"; Epiro, 318 a.C. – Argo, 272 a.C.) è stato re dell'Epiro tra il 306 e il 300 a.C. e di nuovo nel periodo 298-272 a.C.
Appartenente alla casa degli Eacidi (che dichiarava di discendere da Neottolemo, figlio di Achille) e imparentata agli Argeadi e quindi ad Alessandro Magno, dal 306 a.C. fu re della sua gente, i Molossi, tribù preponderante dell'antico Epiro nei periodi 288-285 a.C. e 273-272 a.C. La storia lo accredita come uno dei principali antagonisti della Repubblica romana.
Fu uno dei condottieri alessandrini più rilevanti, tanto che Annibale lo ritenne il più astuto degli strateghi. Fu però anche abile diplomatico e valido propagandista del proprio stesso mito: diffuse la voce che Achille e Eracle fossero suoi avi. Il libro di storie di Timeo di Tauromenio si conclude con le sue gesta e Plutarco gli dedicò una delle sue Vite parallele, raffrontandolo a Gaio Mario.

## Infanzia e giovinezza
Nato nel 318 a.C. da Eacide, sovrano dell'Epiro, e da Ftia, di stirpe tessala, la sua giovinezza fu tutto fuorché quieta. Infatti, quando aveva due anni il padre fu esiliato dai sudditi in rivolta e morì di morte violenta. Nel 317 a.C., quindi, Pirro, insieme alla madre e alle sorelle, fu accolto da Glaucia (re dei Taulanti, una delle più importanti tribù d'Illiria), la cui moglie, Beroea, discendente degli Eacidi, si assunse il compito di educare il bambino.
Nel 306 a.C., all'età di tredici anni, fu rimesso al posto di comando che gli spettava, anche se appena quattro anni dopo fu detronizzato da Cassandro I, re di Macedonia, che impose come sovrano Neottolemo II. Nuovamente esiliato, partecipò alle Guerre dei Diadochi sotto le bandiere del cognato Demetrio Poliorcete (che aveva sposato la sorella di Pirro, Deidamia) e in particolare si distinse nella battaglia di Ipso in Frigia (301 a.C.).
In seguito, nel 299 a.C., fu trattenuto come ostaggio ad Alessandria d'Egitto, presso Tolomeo I, in ossequio alle condizioni di un trattato tra Demetrio e Tolomeo stesso. In quella condizione di semi-prigionia conobbe e sposò Antigone, figlia di Berenice, terza moglie di Tolomeo: strinse così un'alleanza che gli permise, nel 298 a.C., di tornare nell'Epiro da sovrano, costringendo il cugino usurpatore a dividere il trono assieme a lui. Una diarchia che non durò molto, se è vero che Neottolemo morì avvelenato dopo qualche mese.
Nel 295 a.C., Pirro trasferì la capitale del regno nella città marittima di Ambracia. Essendo morta Antigone, si risposò con Lanassa, figlia di Agatocle, re di Siracusa, che gli portò in dote Corcira.
Nel 292 a.C., Pirro intraprese una guerra contro l'antico alleato Demetrio invadendo e occupando l'Acarnania e l'Amfilochia e, sia pure brevemente, la Tessaglia. L'anno seguente Demetrio rispose conquistando Corcira, approfittando dell'invito di Lanassa, moglie di Pirro, in rotta con il marito per la sua poligamia, ad occupare l'isola e a sposarla.

Tribù dell'Epiro al tempo di Pirro

Nel 289 a.C. Demetrio gli concesse le regioni conquistate in cambio della pace e Pirro accettò ma l'anno seguente, mentre Demetrio subiva ad Anfipoli l'attacco di Lisimaco, Pirro ruppe il precedente trattato e invase la Macedonia ottenendone il trono congiuntamente a Lisimaco.
La durata del suo regno è oggetto di controversie: Dexippo e Porfirio affermano che Pirro tenne la corona per appena sette mesi e quindi nell'inverno tra il 287 e il 286 a.C.; altri scrittori sostengono invece che il suo regno iniziò poco dopo la morte di Demetrio, anche se probabilmente fu più duraturo. In ogni caso, Pirro riuscì a conquistare anche il resto delle terre un tempo possedute da Demetrio, per poi venirne scacciato da Lisimaco stesso, che nel 284 a.C. poté brevemente invadere lo stesso Epiro, approfittando dell'assenza di Pirro.

## La campagna militare in Italia
Nel 281 a.C. la città di Taranto, in Magna Grecia, entrò in conflitto con Roma, e stava preparandosi a un attacco romano che le avrebbe inferto una sicura sconfitta. Roma era già diventata una potenza egemone, e si muoveva con l'intenzione di sottomettere tutte le città della Magna Grecia. I tarantini mandarono una delegazione a Pirro, perché intervenisse e la salvasse dalla conquista romana.
Pirro, già desideroso di vittorie, vide la possibilità di fondare senza sforzi un regno in Italia, nonché quella di conquistare la Sicilia ed espandersi in Africa; inoltre, fu incoraggiato nell'impresa dalle predizioni dell'oracolo di Delfi, nonché dall'aiuto dei re ellenistici: Tolomeo Cerauno gli fornì truppe mentre Antigono II una piccola flotta ed Antioco I danaro. In vista dell'impresa Pirro riconquistò l'isola di Corcira e affidò il proprio regno al figlio quindicenne Tolomeo.

### Lo sbarco nell'Italia meridionale e i primi successi (280-279 a.C.)
Pirro sbarcò in Italia nel 280 a.C. con 3 000 cavalieri, 2 000 arcieri, 500 frombolieri, 20 000 fanti oltre a venti elefanti da guerra, che per la prima volta appaiono sul suolo italico. Precedentemente aveva inviato un suo generale, Milone, con un distaccamento di oltre 3 000 soldati per rafforzare la guarnigione di Taranto. Pirro riesce anche ad ottenere l'alleanza dei Sanniti.
In un primo momento il sovrano, inferiore per numero di soldati, cercò un negoziato con il console Publio Valerio Levino, che però fallì. Poi, però, grazie alla superiorità della cavalleria e alla potenza degli elefanti, egli batté nella battaglia di Heraclea i Romani, guidati da Levino.
I Romani persero circa 7 000 uomini, in una sconfitta assicurata anche dallo spavento che ebbero alla visione dei pachidermi, a loro sconosciuti; Pirro perse 4 000 uomini, che però furono presto rimpiazzati dai soldati di alcune tribù italiche (Lucani, Bruzi e Messapi) e città magnogreche (Crotone, Locri Epizefiri), le quali, alla notizia della vittoria, ne approfittarono per unirsi a lui. La nuova situazione di vantaggio permise a Pirro di proporre una tregua a Roma, che però fu rifiutata. Pirro passò l'inverno tra il 280 e il 279 in Campania, prima di invadere la Puglia.

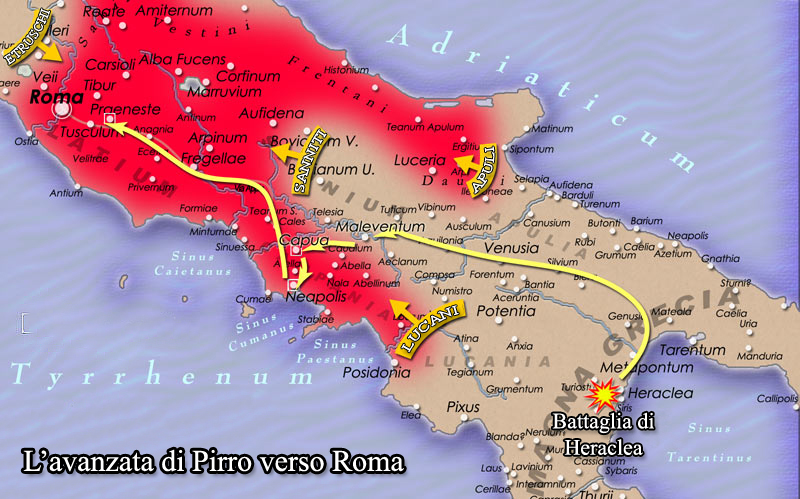
L'avanzata di Pirro verso Roma - 280 a.C. - 275 a.C.

Nel 279 a.C. i Romani si scontrarono con Pirro ad Ascoli di Puglia, dove furono nuovamente sconfitti (persero 6 000 uomini), infliggendo tuttavia, in proporzione, perdite talmente alte alla coalizione greco-italico-epirota (3 500 soldati) che Pirro fu costretto a riparare in Sicilia con l'esercito, presso quelle stesse città che pretendeva di proteggere, per evitare ulteriori scontri. Si narra che abbia dichiarato, alla fine della battaglia: «Ἂν ἔτι μίαν μάχην νικήσωμεν, ἀπολώλαμεν» («Un'altra vittoria così e sarò perduto.»). Da questo episodio l'uso del termine vittoria di Pirro.
Eutropio racconta che, camminando sul campo di battaglia tra i cadaveri dei nemici, notando che tutti erano stati feriti al petto e che i loro volti conservavano ancora un'espressione agguerrita e indomita, Pirro abbia esclamato: «Se avessi avuto simili soldati avrei conquistato il mondo».
Vanno tenuti in conto diversi fattori per valutare la portata dell'avanzata di Pirro: innanzitutto, egli è abbastanza presto percepito come un tiranno dai Tarantini, che ritirano il loro appoggio; Pirro, d'altra parte, ha difficoltà a muovere il proprio esercito sugli Appennini; infine, la resistenza romana è determinata dal proprio valore nazionale, quello di una realtà statuale intimamente radicata al territorio (cosa che non valeva per gli eserciti ellenistici, composti soprattutto da mercenari).

### La campagna militare in Sicilia (278-276 a.C.)

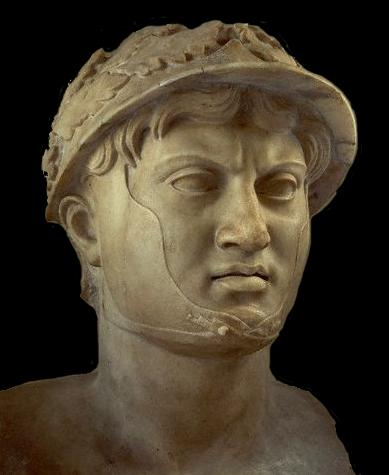
Busto di Pirro di epoca romana, dal Museo Archeologico Nazionale di Napoli.

Nel 278 a.C. Pirro ricevette due offerte allo stesso tempo: da un lato, le poleis siceliote gli proposero, in quanto genero di Agatocle, di scacciare i Cartaginesi dalla metà occidentale dell'isola; dall'altro, i Macedoni gli chiesero di salire al trono di Macedonia al posto di re Tolomeo Cerauno, decapitato nell'invasione della Grecia e della Macedonia da parte dei Galati. Pirro giunse a conclusione che le opportunità maggiori venivano dall'avventura in Sicilia, e decise di recarvisi.
Nel racconto plutarcheo Pirro dice al compagno Cinea:
(Vita di Pirro, 14, 4)
La scelta di Pirro rinvia al desiderio di mettere in piedi un regno che unisse la grecità italiota e siceliota e che riuscisse a fronteggiare le potenze di Roma e Cartagine.
In Sicilia, i Cartaginesi stavano tentando di avvantaggiarsi della instabilità politica dominante sull'isola determinatasi dopo la morte di Agatocle: le maggiori poleis erano in mano di signori locali (un Eracleide a Leontinoi, un Tindaro a Tauromenion, un Onomarco a Katane), mentre a Siracusa era stato eletto strategòs aurokrátor Iceta di Siracusa, che ricoprì la carica fino al 279 a.C. A Siracusa era in atto un conflitto interno, motivato dal rifiuto di concedere la cittadinanza ai mercenari di Agatocle ora senza padrone. Concordato con essi che avrebbero potuto vendere i propri beni e lasciare la Sicilia, essi si allontanarono da Siracusa, ma razziarono Gela e Camarina, per poi volgersi verso Messana, che fu occupata e ribattezzata Mamertina, dal nome che essi stessi si erano dato, "Mamertini" (preso a sua volta dal nome del dio osco della guerra, Mamers). Le scorribande mamertine erano coperte da Roma, che nel mentre aveva ampliato la propria sfera di influenza fino a Rhegion (Reggio Calabria), dove fu inviata la legio Campana. In questo panorama, i Cartaginesi erano riusciti ad imporsi in tutta l'isola (segnatamente ad Akragas, ma anche a Gela, dove poi sarebbe passato il tiranno Finzia, che avrebbe raso al suolo la città e deportato la popolazione per fondare, nei pressi dell'odierna Licata, il centro di Finziade): solo Mamertina e Siracusa erano rimaste libere. Quando i Mamertini decisero di scagliarsi contro quest'ultima, Siracusa, insieme ad Akragas e Leontini, ricorse a Pirro, sperando, probabilmente, che l'intervento del condottiero epirota rappresentasse una fase transitoria. I Cartaginesi decisero a questo punto di accordarsi con i Romani, con i quali stipularono un trattato difensivo (il cui contenuto è riportato da Polibio, 3, 25), anticipando Pirro, che aveva la medesima intenzione.
Nel 278 a.C. Pirro, dopo aver preparato la spedizione con l'invio di ambasciatori, riuscì a sfuggire alla flotta punica e ad approdare con 10 000 uomini a Tauromenion, appoggiato dal tiranno Tindaro. Di qui, seguito via mare dalla flotta, giunse trionfalmente a Siracusa, accolto come un liberatore. Nella polis aretusea riuscì a mediare tra Thoinon e Sosistrato: il primo è fatto phróurarchos (cioè sovrintendente ai phrouria), il secondo è posto al comando dei mercenari. Stando a Polibio, ricevette la carica di eghemon e di basileus. Riprese la simbologia usata da Agatocle nella coniazione di monete d'argento (la testa di kore), segno del desiderio di richiamarsi all'ex suocero. Stessa cosa accade per le pregiatissime monete d'oro, con l'immagine della dea Nike. In gran parte per merito dei Siracusani, riuscì a mettere in piedi una flotta di duecento navi.
Nominato così re di Sicilia, i suoi piani prevedevano la spartizione dei territori fin lì conquistati tra i due figli, Eleno (a cui sarebbe andata la Sicilia) e Alessandro (a cui sarebbe andata l'Italia).
Nel 277 a.C. prese avvio il conflitto con i Cartaginesi: inizialmente furono conquistate facilmente Akragas, Eraclea Minoa, Selinunte, Halikyai e Segesta. Maggiore resistenza fu incontrata a Panormos e a Erice, la più munita fortezza filo-cartaginese sull'isola, e questo rese quasi naturale la defezione delle altre città controllate dai Punici. Lilybaion, invece, risultò inespugnabile: un assedio di due mesi risultò vano. I Cartaginesi avanzarono proposte di pace (tradendo l'accordo con i Romani), offrendo a Pirro la propria flotta per portarlo in Italia e qui attaccare Roma, ma questi rifiutò. Pare che a questo punto Pirro concepisse un piano analogo a quello che aveva condotto Agatocle a portare la guerra in Africa. Per questa ragione cercò di finanziare la costruzione di una flotta, imponendo alle poleis siceliote la spesa. Pirro cercò di reagire imponendo una vera e propria dittatura su tutte le città greche, che fece presidiare con forti guarnigioni ma con tali misure si alienò tutti i consensi. I Cartaginesi tentarono di trarne giovamento inviando una seconda armata in Sicilia e furono prontamente sconfitti. Tuttavia, Pirro, informato dai Tarantini che Roma era riuscita ad occupare gran parte della Magna Grecia e conscio della sua impopolarità tra i Sicelioti, decise poco dopo di abbandonare la Sicilia e di tornare in Italia.
Al riguardo la tradizione afferma che il sovrano, rivolgendosi ad alcuni compagni poco dopo aver abbandonato l'isola, esclamasse: «Che meraviglioso campo di battaglia stiamo lasciando, amici miei, a Cartaginesi e Romani».
Durante il trasferimento, i Cartaginesi ne approfittarono per attaccarlo sul mare, così che l'esercito di Pirro, nella Battaglia dello Stretto di Messina subì gravissime perdite.

### La fine della guerra (275 a.C.)
Qui, i Romani lo aspettavano: nel 275 a.C. mossero a battaglia contro un esercito epirota stanco e provato da anni di lotte lontano dalla patria, presso Maleventum. La battaglia, sebbene risultasse inconcludente dal punto di vista tattico, segnò la decisione del re epirota di ritornare in patria, dal momento che non aveva ricevuto alcun rinforzo dalla Grecia e dagli altri sovrani ellenistici cui era stata fatta richiesta. In ricordo della battaglia, i Romani ribattezzarono il villaggio Beneventum.

## Ritorno in Epiro e morte

L'assedio di Sparta, dipinto di Jean-Baptiste Topino-Lebrun.

Pirro abbandonò la campagna d'Italia e tornò in Epiro, dove, non pago del grave prezzo in uomini, denaro e mezzi della sua avventura a Occidente, preparò un'altra spedizione bellica contro Antigono II Gonata. I due sovrani si affrontarono nella battaglia dell'Aoos, nel 274 a.C. Pirro riuscì a sconfiggere il potente esercito macedone, costringendo Antigono a ritirarsi e riprendendo il trono macedone. 
Nel 272 a.C., Cleonimo, nobile spartano che si era inimicato le autorità della sua città, chiese a Pirro di attaccarla, affinché lui stesso potesse comandarla nel nome dell'Epiro. Pirro si dichiarò d'accordo nella volontà di ottenere per sé il controllo del Peloponneso, ma il suo esercito trovò un'inaspettata resistenza, tale da impedirgli ogni assalto su Sparta. Il re, allora, decise di passare l'inverno nel Peloponneso per poi riprendere la campagna di conquista in primavera dato che gli era stata offerta la possibilità di intervenire in una disputa interna alla città di Argo.
Entrato di soppiatto con l'esercito in città, Pirro si ritrovò coinvolto in una confusa battaglia strada per strada. Una donna anziana, vedendolo dal tetto della sua casa, gli lanciò una tegola che, secondo quanto si dice, lo colpì e lo distrasse, permettendo a un soldato argivo di ucciderlo. La testa di Pirro fu portata da Alcioneo al padre Antigono, che, però, lo rimproverò per la sua barbarie e lo allontanò con rabbia dalla sua presenza. I suoi resti furono portati nel tempio di Demetra.

## L'eredità di Pirro
(Gaetano De Sanctis, Pirro, in Enciclopedia Italiana)

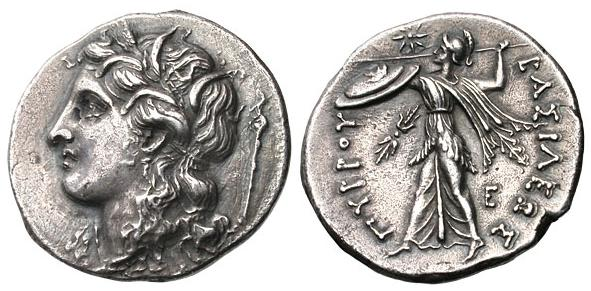
Moneta del Regno d'Epiro con iscrizione in Greco indicante ΒΑΣΙΛΕΩΣ ΠΥΡΡΟΥ Basileōs Pyrrou, "del re Pirro"

Anche se non fu sempre un re saggio e men che mai moderato, la sua leadership fu instancabile e vivace. È ricordato come uno dei più brillanti capi militari del suo tempo, classificato da Annibale stesso come il secondo più grande, dopo Alessandro Magno. Pirro passò anche alla storia come una persona molto generosa, ma fu proprio questa la sua più grande debolezza politica: infatti lasciò le casse dello stato in crisi per i doni, le spese militari e gli aiuti ai cittadini.
Si dimostrò tuttavia molto attivo e capace: riorganizzò lo stato rafforzando i propri poteri, organizzò un governo centrale e abbellì le città.
Purtroppo, non lasciando un successore degno di nota, l'Epiro decadde e divenne vassallo prima della Macedonia e poi degli Etoli, e infine fu occupato da Roma.
Scrisse un memoriale e diversi libri sull'arte della guerra, testi che andarono perduti nonostante le influenze che lasciarono in seguito su Annibale e gli elogi che ricevettero da Cicerone.